# نمایشگاه رسانه و تجارت ای۳ ۲۰۱۲
نمایشگاه رسانه و تجارت ای۳ ۲۰۱۲  (به انگلیسی: Electronic Entertainment Expo 2012) که با نام ای۳ ۲۰۱۲ نیز شناخته می‌شود هجدهیم نمایشگاه ای۳ است که از ۵ تا ۷ ژوئن ۲۰۱۲ در لس‌آنجلس برگزار شد.

## لیست غرفه داران قابل توجه
| - ۲کا گیمز - اکتیویژن - ایلینور - آتاری - بتزدا - Bohemia Interactive - کپ‌کام | - کرای‌تک - Disney Interactive - الکترونیک آرتس - Havok - کونامی - مایکروسافت | - Namco Bandai - نینتندو - نویدیا - ریوت گیمز - راک‌استار گیمز - سگا | - سونی - Sony Online Entertainment - اسکوئر انیکس - کویی تکمو - Trion Worlds | - یوبی‌سافت - والو - Wargaming - برادران وارنر - Wizards of the Coast - زینگا |

## فهرست از بازی قابل توجه
| ۲کا گیمز - سرزمین‌های مرزی ۲ - NBA 2K13 - تنظیمات عملیات:خط - XCOM: Enemy Unknown اکتیویژن - ندای وظیفه: بلک اپس ۲ - مرد خانواده - Skylanders: Giants - مرد عنکبوتی شگفت انگیز - Transformers: Fall of Cybertron Atlus - Persona 4 Arena - The Testament of Sherlock Holmes بتزدا - Dishonored - الدر اسکورولز آنلاین Bohemia Interactive - آرما ۳ - Carrier Command: Gaea Mission کپ‌کام - رزیدنت ایول ۶ - دی‌ام‌سی - سیاره گمشده ۳ Disney Interactive Studios - حماسه میکی ۲: قدرت دو - Epic Mickey: Power of Illusion | الکترونیک آرتس - Command & Conquer: Generals 2 - کرایسیس ۳ - فضای مرده ۳ - فیفا ۱۳ - Madden NFL 13 - مدال افتخار: جنگجو - NBA Live 13 - NCAA Football 13 - Need for Speed: Most Wanted - NHL 13 - SimCity Harmonix - Dance Central 3 - Rock Band Blitz کونامی - Castlevania: Lords of Shadow 2 - Castlevania: Lords of Shadow -- Mirror of Fate - New Little King's Story - متال گیر سالید: طلوع - تپه خاموش: کتاب خاطرات LucasArts - Star Wars: 1313 مایکروسافت - فیبل: سفر - Forza Horizon - Gears of War: Judgement - هیلو ۴ Namco Bandai - Dragon Ball Z for Kinect - Ni no Kuni: Wrath of the White Witch - One Piece: Pirate Warriors - پیشتازان فضا: بازی - تکن تگ تورنومنت ۲ | نینتندو - Game & Wario - Luigi's Mansion: Dark Moon - New Super Mario Bros. 2 - New Super Mario Bros. U - Nintendo Land - Paper Mario: Sticker Star - Pikmin 3 - Project P-100 - Wii Fit U سگا - بیگانگان: استعمار تفنگداران دریایی - Hatsune Miku - Rhythm Thief & the Emperor's Treasure - Sonic & All-Stars Racing Transformed سونی - ماورا: دو روح - خدای جنگ: معراج - Planetside 2 - بزرگ سیاره کوچک کارتینگ - نبرد سلطنتی ستارگان پلی‌استیشن - Soul Sacrifice - Sly Cooper: Thieves in Time - آخرین بازمانده اسکوئر انیکس - Demons' Score - Drakerider - Final Fantasy Dimensions - Heroes of Ruin - هیتمن: آمرزش - کینگدام هارتس سه‌بعدی: دریم دراپ دیستنس - Quantum Conundrum - Sleeping Dogs - Theatrhythm Final Fantasy - توم ریدر | کویی تکمو - مرده یا زنده ۵ تی‌اچ‌کیو - گروهان قهرمانان - Darksiders II - مترو: آخرین نور - South Park: The Stick of Truth TT Games - Lego Batman 2: DC Super Heroes - Lego City: Undercover - Lego The Lord of the Rings یوبی‌سافت - کیش یک آدم‌کش ۳ - کیش یک آدم‌کش ۳: آزادی - فار کرای ۳ - Just Dance 4 - Marvel Avengers: Battle for Earth - ریمن لجندز - Shootmania - اسپلینتر سل تام کلنسی: لیست‌سیاه - Watch Dogs - ZombiU برادران وارنر - F1 2012 - نگهبانان سرزمین میانی - بی‌عدالتی: خدایان میان ما - Scribblenauts: Unlimited |